# Papiro 75
Il Papiro 75 ({\displaystyle {\mathfrak {p}}}75; Papiro Bodmer XIV-XV) è un antico papiro del Nuovo Testamento. Originariamente «conteneva circa 144 pagine [...] delle quali 102 sono sopravvissute, in tutto o in parte». «Contiene circa metà del testo di [...] due Vangeli» - Vangelo secondo Luca (Papiro Bodmer XIV) e secondo Giovanni (Papiro Bodmer XV) in greco. Nestle-Aland (27ª edizione, NA27) lo data come un manoscritto biblico dell'inizio del III secolo; si tratta dunque di uno dei manoscritti più antichi, assieme al {\displaystyle {\mathfrak {p}}}4, del Vangelo secondo Luca. «Il frammento sopravvissuto contiene Luca 3:18-24:53». Contiene anche grosse porzioni di Giovanni 1-15. «Una caratteristica insolita di questo codice è che Luca termina e Giovanni inizia sulla stessa pagina».
Una successiva scoperta di altri frammenti ha incluso nuovi brani fra quelli conservati nel Papiro 75: Luca 4:1-2 e 5:37-39 e Giovanni 11:15-18,31-33, 12:47, 13:10, 14,9-10, 14:26-15,10.

## Critica testuale
Il manoscritto manca della Pericope dell'adultera (Vangelo secondo Giovanni 8,1-11), come in Codex Sinaiticus, Codex Vaticanus e {\displaystyle {\mathfrak {p}}}66, e dell'episodio dell'agonia di Gesù al Getsemani (Vangelo secondo Luca 22,43-44), come nei codici א*, A, B, T, 1071.

### Testo
Il testo greco di questo codice è rappresentativo del tipo testuale alessandrino. Kurt Aland lo collocò nella categoria I. Il testo è più simile al Codex Vaticanus che al Codex Sinaiticus; l'accordo tra {\displaystyle {\mathfrak {p}}}75 e il Codex B è del 92% per il Vangelo secondo Giovanni, e del 94% in Luca. Concorda anche col {\displaystyle {\mathfrak {p}}}111.
Secondo Kurt Aland, {\displaystyle {\mathfrak {p}}}75 è la chiave per comprendere la storia testuale primitiva del Nuovo Testamento.

### Varianti testuali
In Luca 8:21 riporta αυτον invece di αυτους; questa lezione è sostenuta da Minuscolo 705 e dal Codex Veronensis.
In Luca 11:4, la frase «αλλα ρυσαι ημας απο του πονηρου» («ma liberaci dal male») è omessa; questa omissione è sostenuta anche da: Sinaiticus, Vaticanus, Codex Regius, f1, 700, vg, syrs, copsa, bo, arm, geo.
In Luca 16:19 il manoscritto riporta «Ανθρωπος δε τις ην πλουσιος, ονοματι Ν[ιν]ευης, και ενεδιδυσκετο», «C'era un uomo ricco, chiamato N[in]eue, che indossava», Questa lezione è sostenuta dalla versione copta sahidica e da due manoscritti greci minuscoli, 36 e 37, oltre ad uno scolio di data incerta che riporta «ευρον δε τινες και του πλουσιου εν τισιν αντιγραφοις τουνομα Νινευης λεγομενον».
Luca 22:43-44, l'agonia di Gesù al Getsemani, è omesso, come nei codici א*, A, B, T, 1071.
In Luca 23:34, {\displaystyle {\mathfrak {p}}}75 omette le parole «E Gesù disse: Padre perdonali, non sanno quello che fanno», omissione sostenuta dai manoscritti Sinaiticusa, B, D*, W, Θ, 070, 1241, ita, d, syrs, copsa, copbo.
In Luca 24:26 la maggioranza dei manoscritti riporta «δοξαν», mentre {\displaystyle {\mathfrak {p}}}75 riporta «βασιλειαν».